# 後藤拓也
後藤 拓也（ごとう たくや、1974年3月 - ）は、日本の地理学者。広島大学人文学部准教授。

## 略歴
- 1974年3月 - 福岡県北九州市に生まれる
- 1992年3月 - 広島県立安芸府中高等学校　卒業
- 1997年3月 - 広島大学教育学部教科教育学科社会科教育学専修（地理）　卒業
- 2003年3月 - 広島大学大学院文学研究科博士課程（地理学専攻）　修了
- 1999年4月 - 2002年3月　広島大学　日本学術振興会特別研究員（DC1）
- 2004年4月 - 2007年3月　九州大学　日本学術振興会特別研究員（PD）
- 2007年4月 - 2008年3月　九州大学大学院人文科学研究院　専門研究員
- 2008年4月 - 高知大学人文学部　准教授
- 2016年4月　高知大学人文社会科学部　准教授
- 2018年4月　広島大学人文学部　准教授

## 研究分野
- 専門分野は人文地理学（主に農業地理学）
- 研究テーマは「アグリビジネスの地理学的研究」

## 主な著書

### 単著
- 『アグリビジネスの地理学』（古今書院、2013年）　ISBN 978-4-7722-2017-0

### 共著
- 『世界地誌シリーズ5　インド』（朝倉書店、2013年） ※コラム4を担当
- 『人文地理学』（ミネルヴァ書房、2009年） ※第4章を担当

## 主な所属学会
- 日本地理学会
- 人文地理学会
- 地理科学学会
- 経済地理学会
- 日本地域経済学会
- 日本地理教育学会